# Abdij van Stavelot
De Abdij van Stavelot is een voormalige abdij van benedictijner monniken in de Belgische stad Stavelot. De abdij had in de hoge middeleeuwen een grote reputatie als centrum van kunst en wetenschappen. Van het ooit imposante kloostercomplex zijn slechts enkele gebouwen over, waarin tegenwoordig drie musea gevestigd zijn, namelijk het het Historisch museum van het vorstendom Stavelot-Malmedy, het Guillaume Apollinairemuseum en het Museum van het circuit van Spa-Francorchamps.

## Geschiedenis

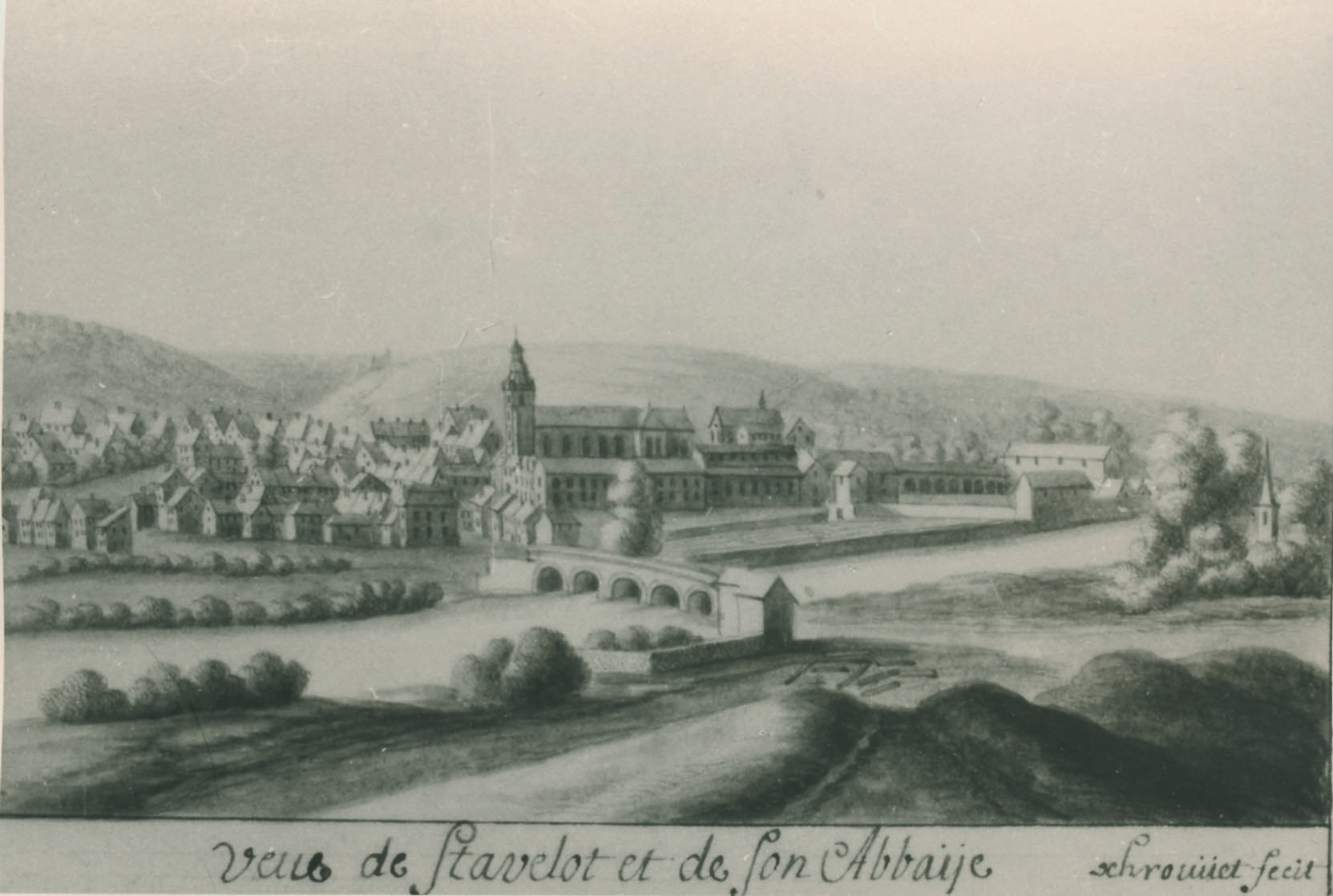
De abdij omstreeks 1730

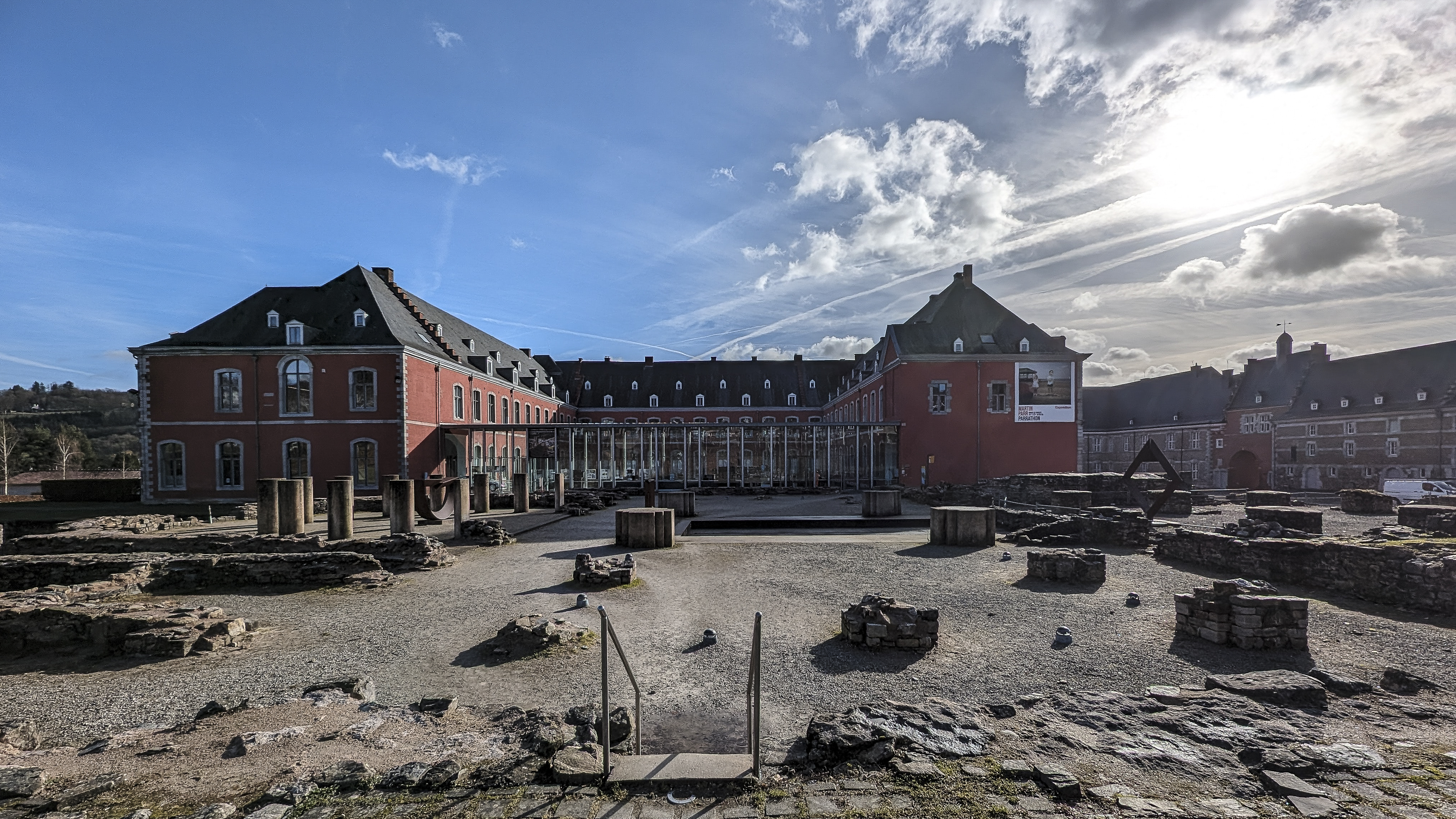
18e-eeuwse abdijgebouwen (tweede kwartier) en opgegraven fundamenten abdijkerk

De Abdij van Stavelot werd gesticht in 648 door Remaclus, abt van het klooster te Solignac in Aquitanië, die van koning Sigebert III van Austrasië een stuk bos in de Ardennen kreeg, om hem in staat te stellen dit deel van het rijk te kerstenen. Hij stichtte de tweeling-abdij van Stavelot-Malmedy, die de kiem vormde van het abdijvorstendom Stavelot-Malmedy. Dit kerkelijke vorstendom slaagde er meer dan 1000 jaar in om min of meer autonoom te blijven binnen het Heilige Roomse Rijk. De rivaliteit tussen de twee abdijen werd in 980 door Keizer Otto II in het voordeel van Stavelot beslist.
De bloeitijd van Stavelot was de periode van de 10e tot de 12e eeuw. De oorspronkelijke kloosterregel, geënt op de Ierse gewoonte, werd vervangen door de regel van Benedictus. Poppo (abt in 1020) was een hervormer in de traditie van de Abdij van Cluny. Hij kreeg de leiding over 17 andere abdijen, waaronder de Abdij van Echternach en Sankt Gallen. Frederik van Luxemburg, hertog van Neder-Lotharingen in de 11e eeuw, werd in de abdij begraven. Wibald (abt in 1130) was diplomaat in dienst van de keizers en opdrachtgever van talrijke kunstwerken, waaronder een zeer kostbaar retabel van goud en zilver waarin centraal het reliekschrijn van de heilig verklaarde stichter van de abdij, Sint-Remaclus, stond opgesteld. Wibald werd ook abt van de Abdij van Corvey. Zijn brieven behoren tot de belangrijkste bronnen voor de geschiedenis van de tweede kruistocht. In 1147 telde de abdij 43 monniken.
Na de 12e eeuw maakte de abdij een lange periode van verval mee. In 1334 telde de abdij 12 monniken en in 1499 maar 6 meer. Eind 15e eeuw herstelde abt Willem van Manderscheid de kloosterdiscipline. De regel van Bursfeld werd aangenomen door de kloostergemeenschap, waarbij de nadruk lag op naastenliefde, persoonlijke meditatie en intellectuele arbeid. Vanaf 1501 werd de abdijkerk herbouwd in gotische stijl. Een eeuw later werd de abdij en het abdijvorstendom bedreigd door de godsdienststrijd in de Zuidelijke Nederlanden. In de 16e en 17e eeuw vormde het abdijvorstendom soms een personele unie met het prinsbisdom Luik. Enkele Luikse prins-bisschoppen waren tevens vorst-abt van Stavelot-Malmedy. Op 4 oktober 1689 werd de abdij geheel verwoest door de troepen van Lodewijk XIV van Frankrijk. Van 1741 tot 1753 werd de provisorisch herstelde abdij vrijwel geheel nieuw opgebouwd in de stijl van de Luikse barok.
Na de komst van de Franse revolutionaire troepen werd het abdijvorstendom Stavelot-Malmedy opgeheven en moesten de monniken de abdij verlaten. De abdijkerk werd geplunderd en daarna afgebroken. In 1950 vestigden zich opnieuw benedictijner monniken in Stavelot-Malmedy na de bouw van Klooster Sint-Remaclus (Wavreumont) in een gehucht dat precies tussen Stavelot en Malmedy is gelegen.

## Erfgoed

### Gebouwen
Van de in de 17e en 18e eeuw vernieuwde abdijgebouwen zijn het poortgebouw en enkele bijgebouwen in Maaslandse renaissancestijl en het abtenverblijf in Luikse barokstijl bewaard gebleven. De voorzijde van de abdij wordt gevormd door het poortgebouw (1522) en de vroegere paardenstallen, brouwerij en bakkerij (1717). De zuidervleugel van het eerste kwartier, prinsenkwartier geheten, werd gebouwd in 1718. De oostelijke vleugel van het eerste kwartier, een prestigieus gebouw met fronton, wordt het telhuis genoemd. Dit werd gebouwd onder abt Jozef de Nollet (1741-1753) en deed dienst als financieel administratief centrum van het prinsdom. Het tweede kwartier bevatte de refter. Deze zaal in de zuidelijke vleugel is 18m lang, 10m breed en 5m hoog. Ze werd ingewijd in 1778 en heeft haar originele interieur met stucwerk behouden. De oostelijke vleugel van het tweede kwartier (midden 18e eeuw) was verbonden met de abdijkerk en deed dienst als slaapzaal.
Van de abdijkerk, gebouwd in de 11e eeuw en vernieuw begin 16e eeuw, resteert slechts de onderbouw van de westtoren. De bouw van deze toren begin in 1534 onder abt Willem van Manderscheid. De toren had een spits en werd geflankeerd door een traptorentje. Wel zijn op het voormalige kloosterterrein de contouren van de kerk te herkennen, doordat de funderingen zijn blootgelegd. 
De abdij herbergt thans drie musea: het Historisch museum van het vorstendom Stavelot-Malmedy over de geschiedenis van de abdij en het abdijvorstendom Stavelot-Malmedy, het Guillaume Apollinairemuseum over schrijver Guillaume Apollinaire, die in 1899 een zomer in Stavelot doorbracht, en het Museum van het circuit van Spa-Francorchamps.

## Galerij

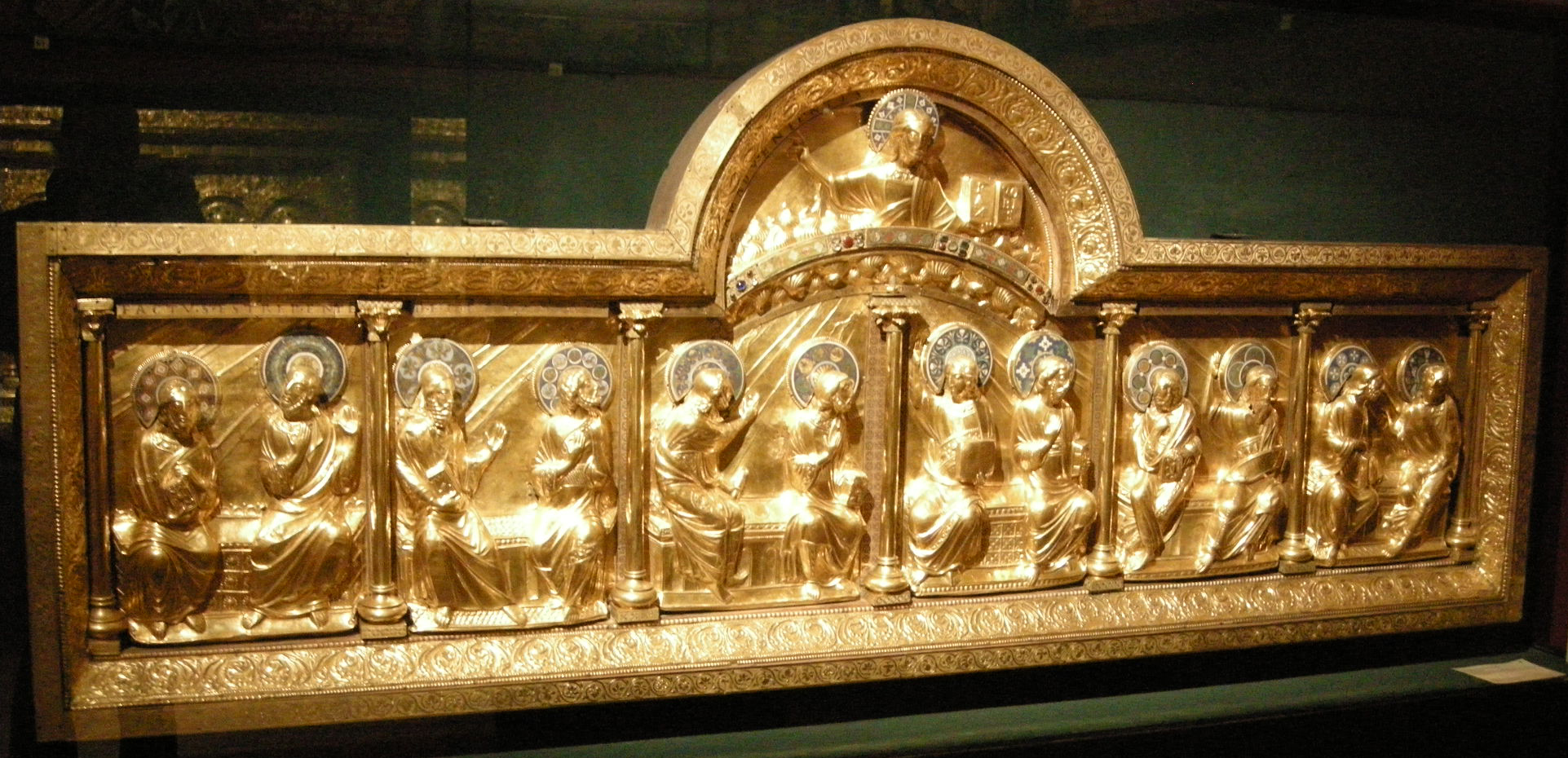
Pinksterretabel, Musée de Cluny, Parijs

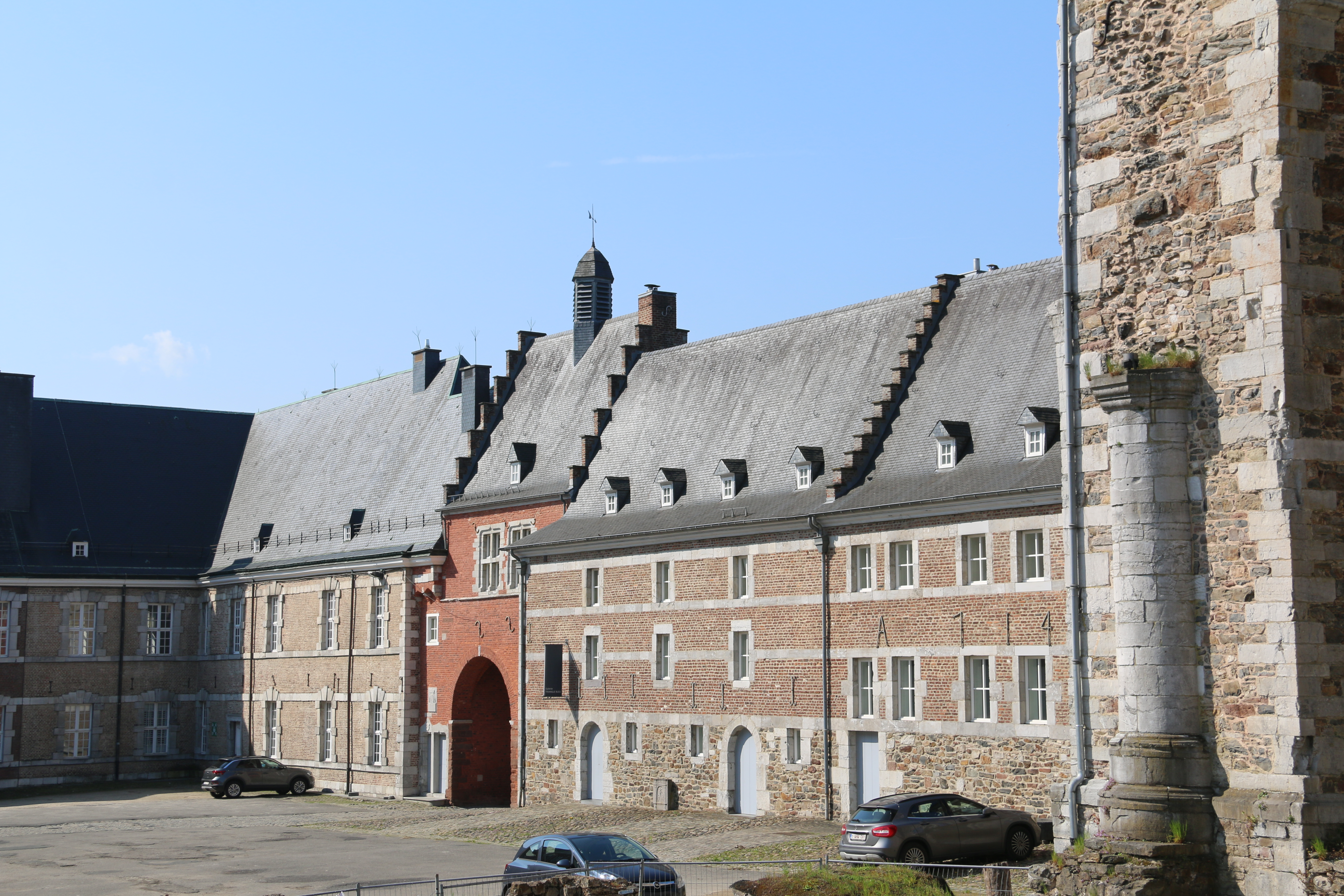
Poortgebouw, gebouwd in 1522 en verbouwd in 1677
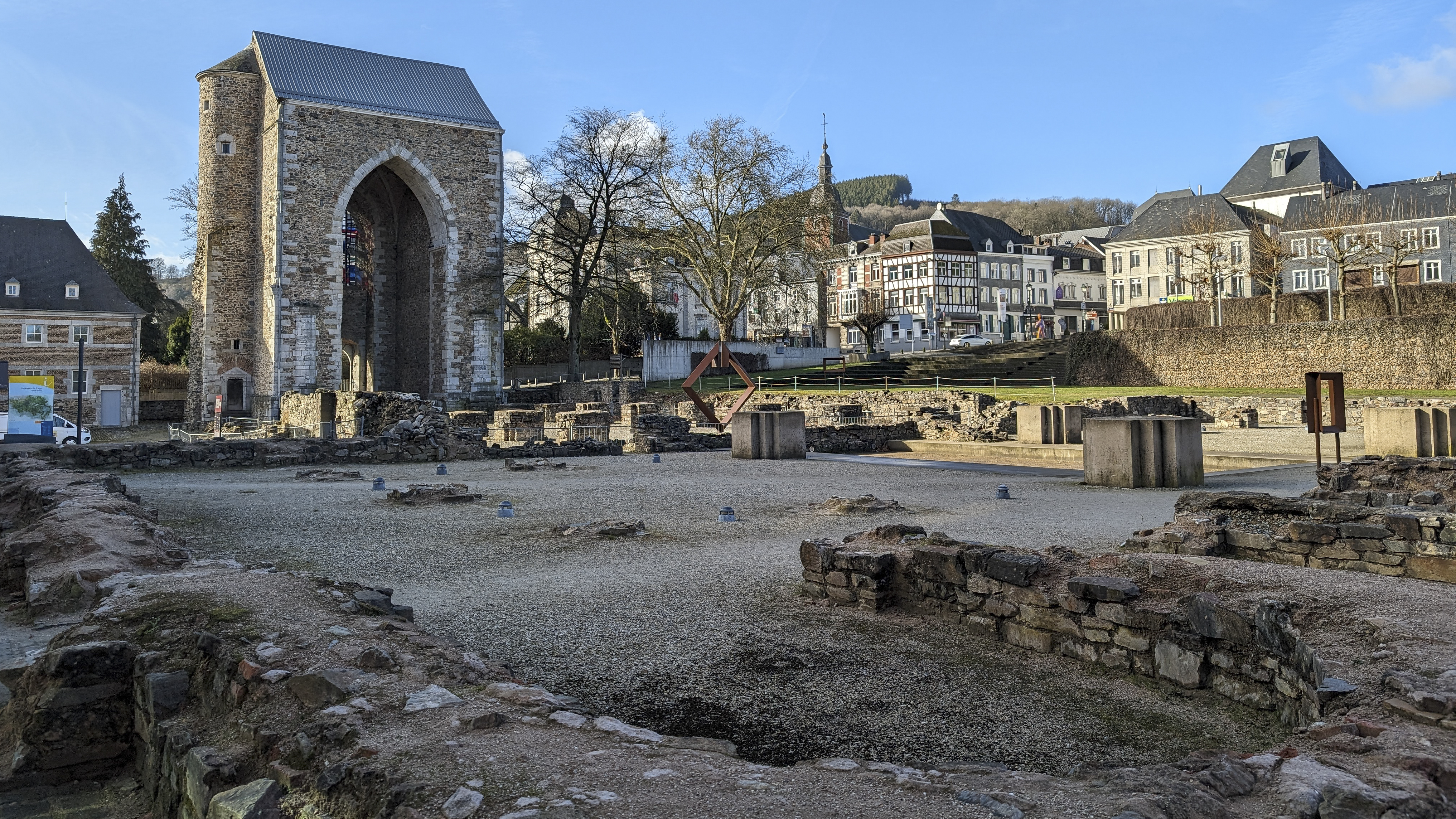
Resten abdijkerk en haar torenrestant
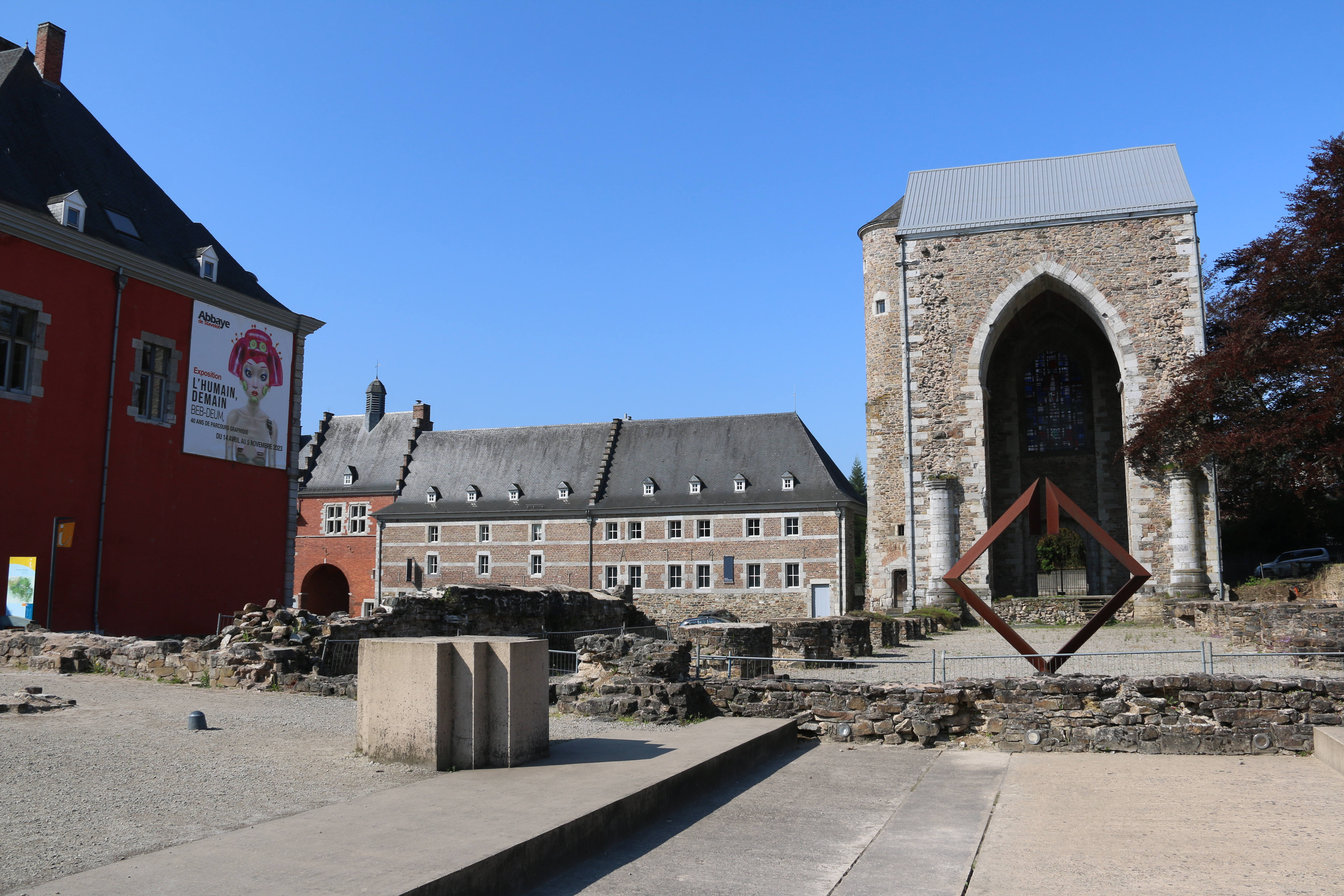
Binnenzijde toren
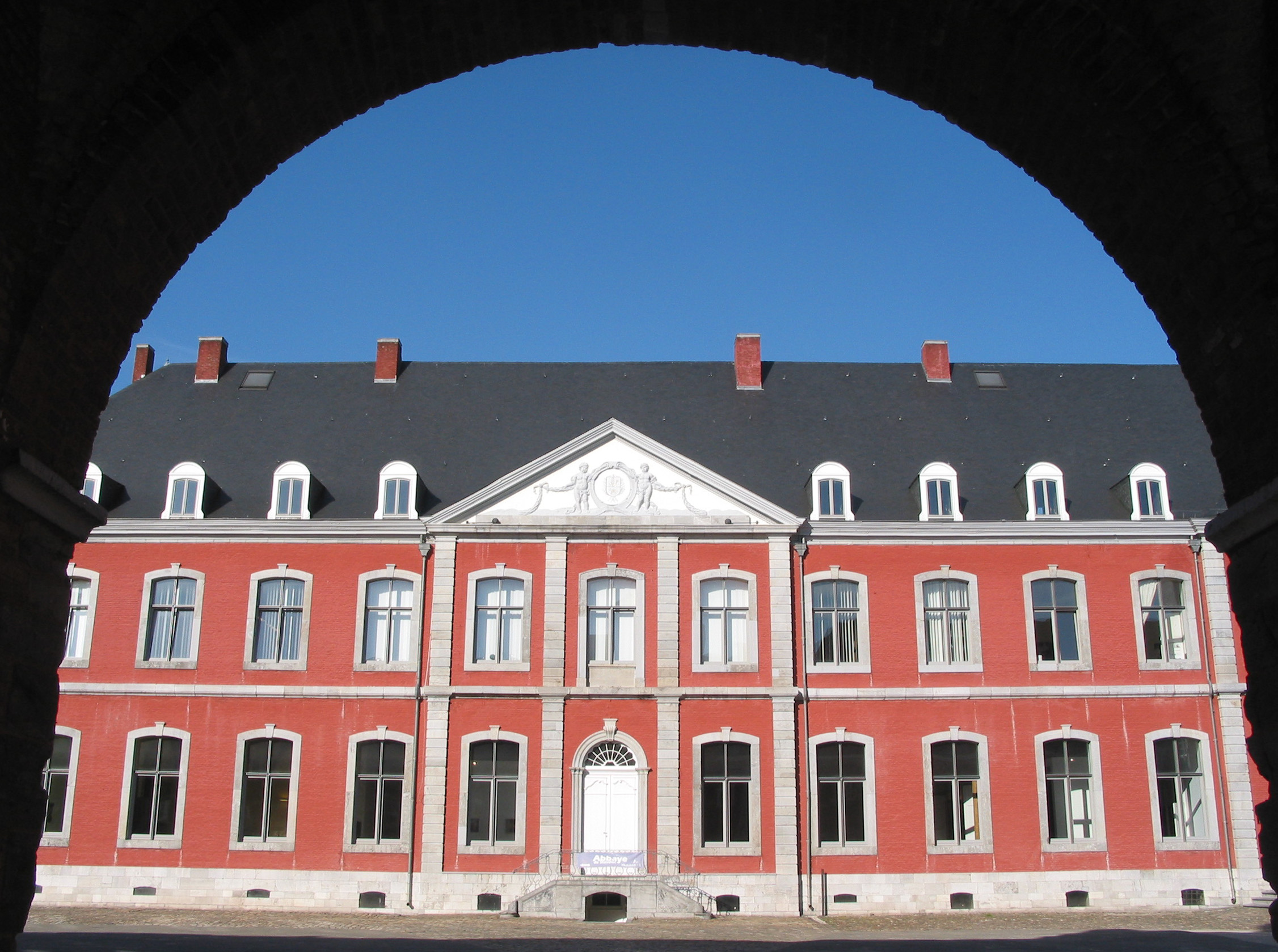
Het telhuis

### Overig erfgoed
De eens zeer rijke kerkschat is na de opheffing van de abdij verspreid geraakt. Van het prachtvolle altaarretabel van abt Wibald is vrijwel niets meer over. Een 17e-eeuwse tekening van het 12e-eeuwse retabel bevindt zich in de collectie van het Grand Curtius in Luik. Het 13e-eeuwse reliekschrijn van Sint-Remaclus wordt in de Sint-Sebastiaanskerk, de parochiekerk van Stavelot, bewaard. Een bij het retabel behorend medaillon met Maaslands champlevé bevindt zich in het Museum für Angewandte Kunst in Frankfurt am Main. Een ander uit Stavelot afkomstig retabel, het zogenaamde Pinksterretabel, bevindt zich in het Musée national du Moyen Âge in Parijs. De 12e-eeuwse reliekhouder die bekendstaat als de staurotheek (kruisreliekhouder) van Stavelot, bevindt zich in de kunstverzameling van John Pierpont Morgan in New York. Het draagaltaar van Stavelot (12e eeuw) wordt bewaard in het Museum voor Kunst en Geschiedenis is Brussel. De 11e-eeuwse Stavelot-Bijbel wordt thans bewaard in de British Library in Londen.

## Galerij

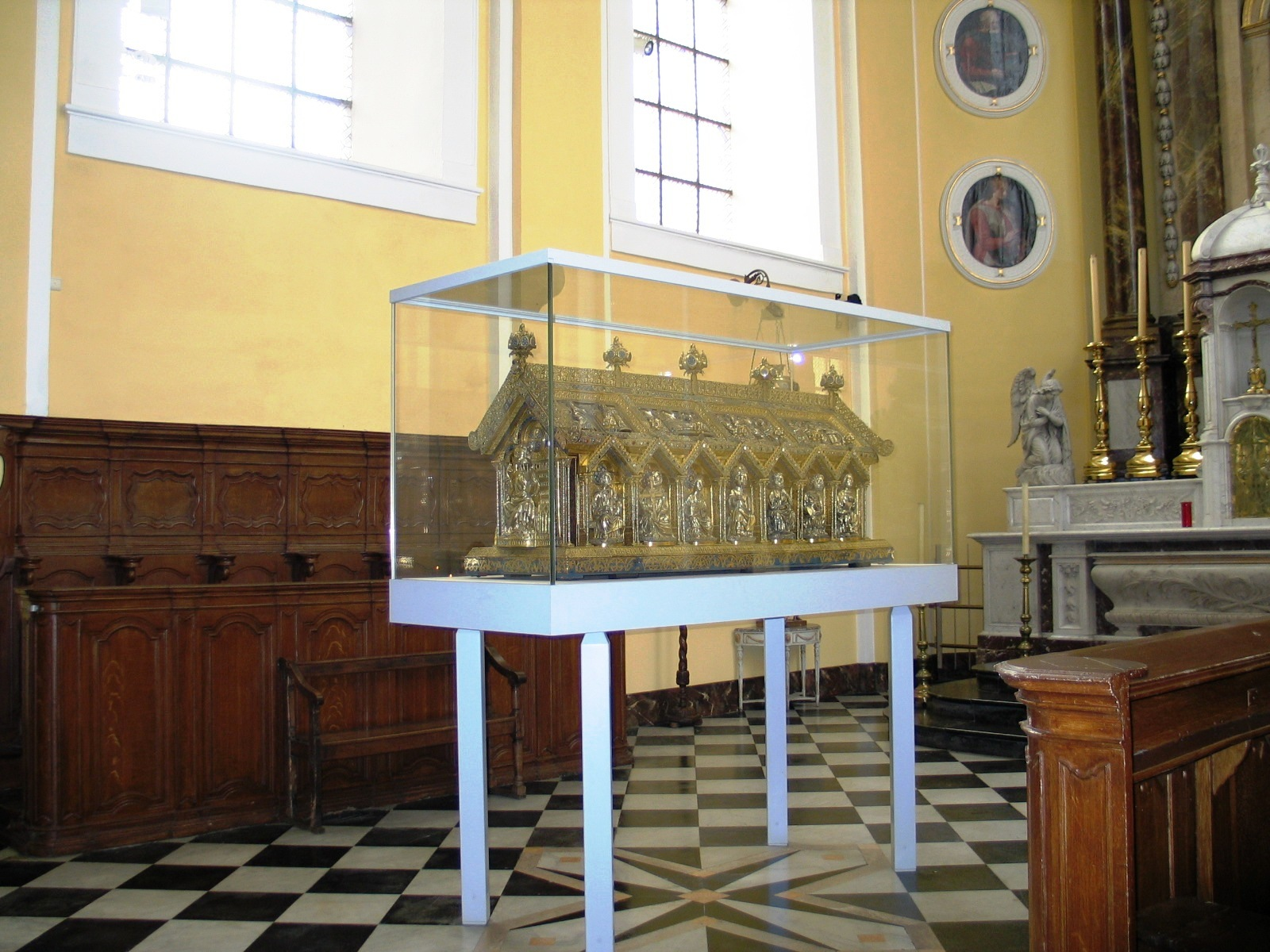
Het schrijn van Remaclus
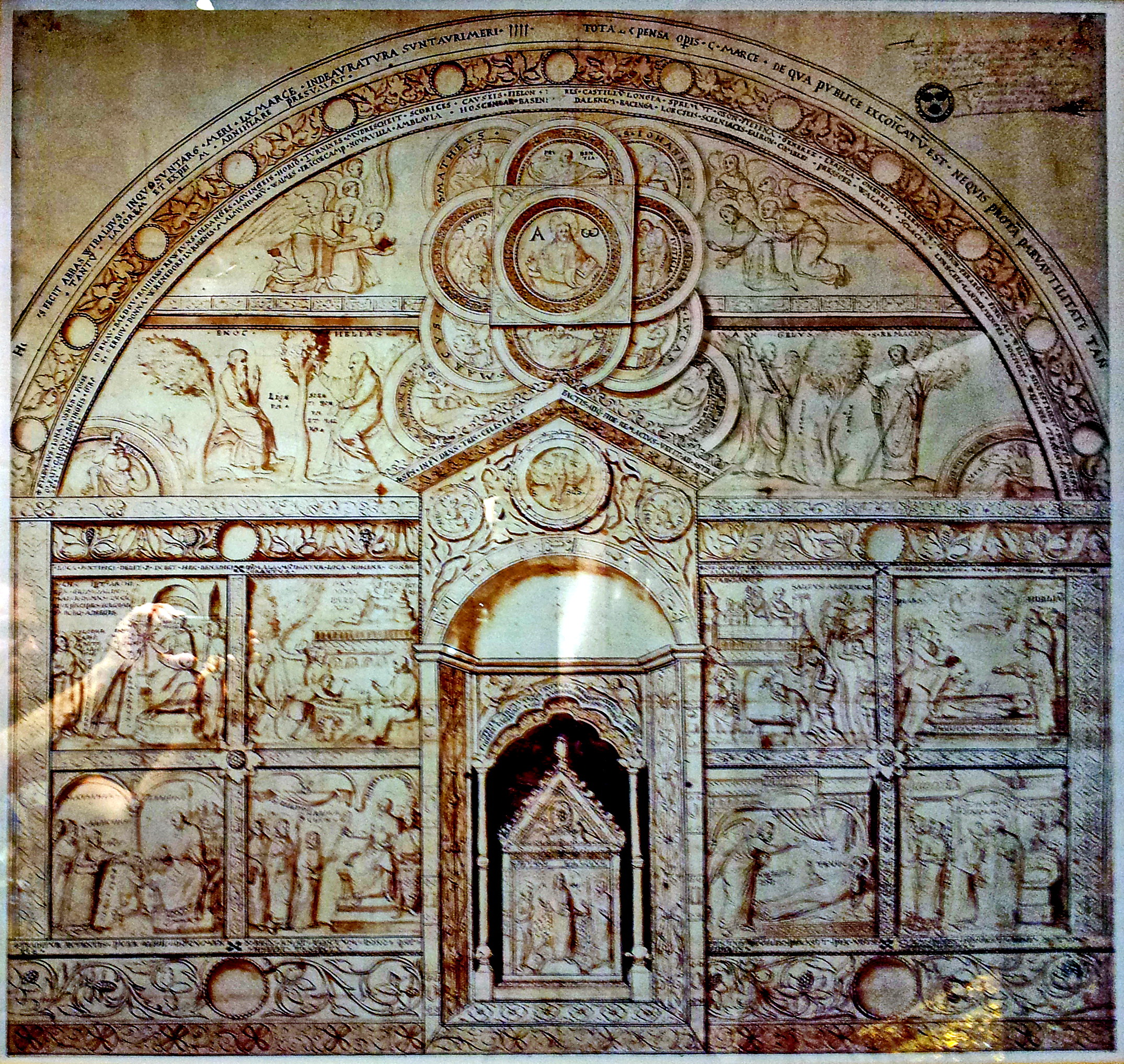
Tekening retabel (1664)
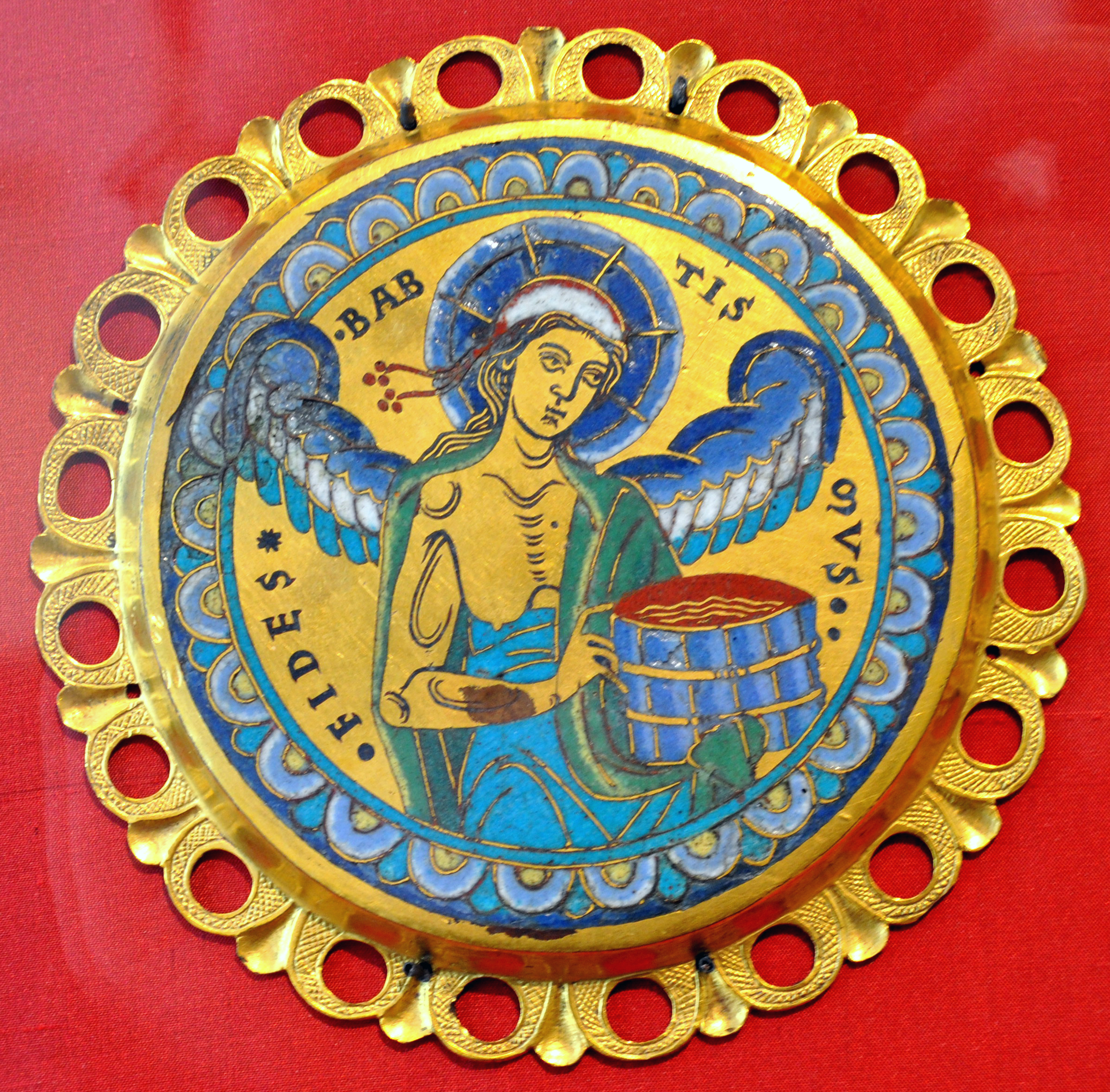
Medaillon van retabel
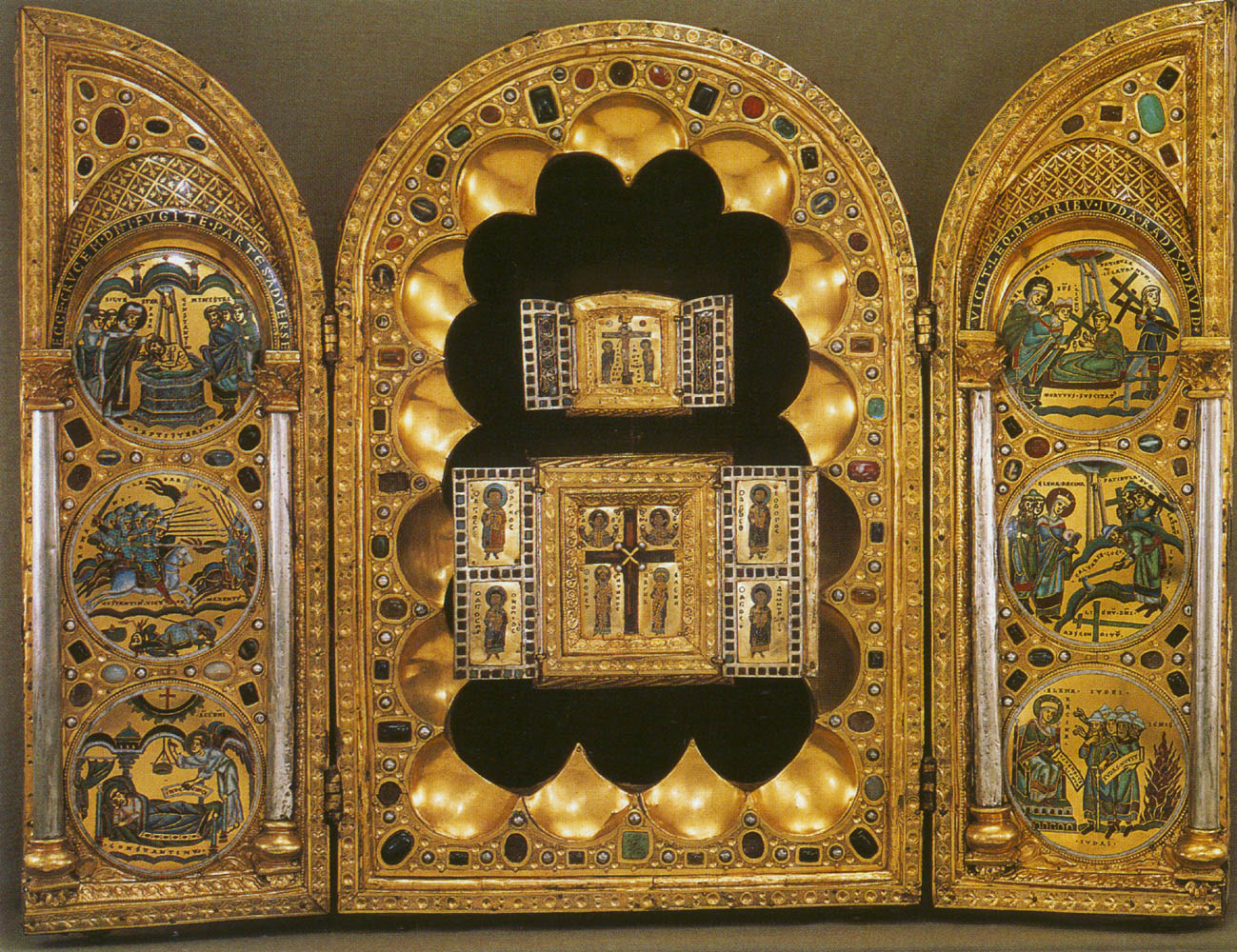
Stavelot-staurotheek
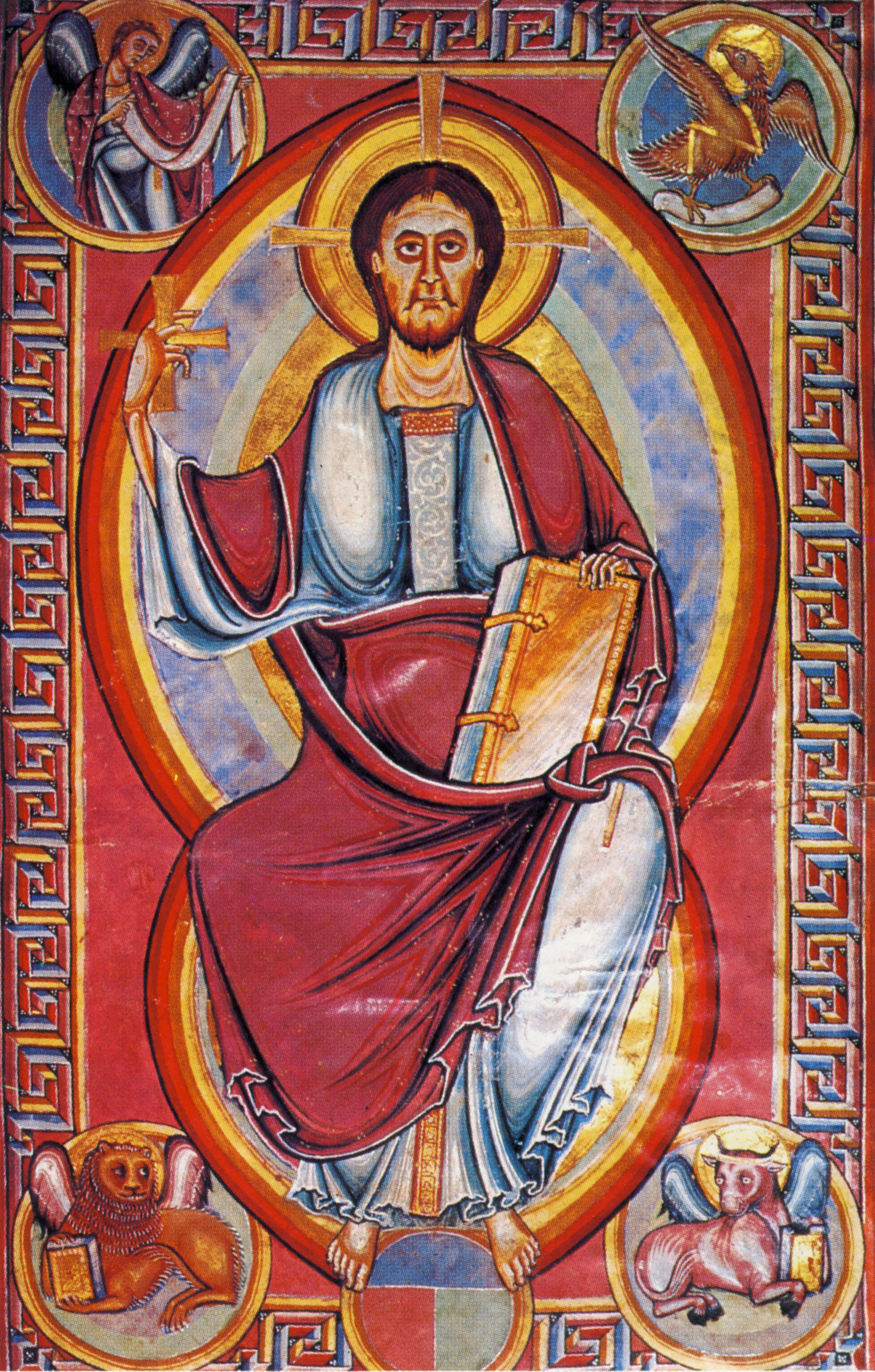
Stavelot-Bijbel